# Épouvantail (Marvel Comics)
Pour les articles homonymes, voir Épouvantail (homonymie).
Ne doit pas être confondu avec Épouvantail (Batman).
Ebenezer Laughton, alias l’Épouvantail (« Scarecrow » en VO) est un super-vilain évoluant dans l’univers Marvel de la maison d’édition Marvel comics. Créé par le scénariste Stan Lee et le dessinateur Don Heck, le personnage de fiction apparaît pour la première fois dans le comic book Tales of Suspense (vol. 1) #51 en mars 1964.

## Biographie du personnage

### Origines
Élevé par une mère alcoolique et violente qui le couvrait pourtant de cadeaux, Ebenezer Laughton développa très tôt un complexe d’infériorité. Il se comportait mal pour recevoir plus d’attention de la part de sa mère. 
Il devint cascadeur professionnel, puis artiste contorsionniste sous le nom d’« Umberto l’Incroyable ». À la suite d'une arrestation impliquant Iron Man, Laughton prit conscience de son incroyable potentiel et entraîna des oiseaux à dérober des bijoux, devenant ainsi le voleur professionnel connu sous le nom de l’Épouvantail.

### Parcours
La carrière de l’Épouvantail fut maintes fois contrecarrée par Iron Man et Spider-Man. Il fit partie des vilains qui attaquèrent les Quatre Fantastiques lors du mariage de Red Richards et Jane Storm.
Plus tard, il travailla avec d'autres super-vilains pour le compte de la Maggia, alors dirigée par le Comte Nefaria.
Il combattit Captain America et le Faucon, mais fut battu. Placé en cellule d'isolement pendant près d'un an, sa santé mentale se dégrada. Transféré à la Voûte, il profita d'une visite d’Iron Man et Œil-de-faucon pour s'échapper.
Vivant dans les rues, hanté par des crises de folie, il attaqua et tua plusieurs civils. Son parcours sanglant fut finalement stoppé par Ghost Rider (Dan Ketch). Laissé pour mort, il fut sauvé par l'organisation appelée la Firme, qui altéra sa structure cellulaire dans le but d'en faire une arme terroriste propageant la peur.

### Résurrection
À l’issue d'un autre combat contre Ghost Rider, l'Épouvantail fut tué. Le démon Blackheart récupéra son âme et l'envoya posséder le corps de Barbara Ketch. Par la suite, l'âme échoua de nouveau en enfer. On ignore comment, mais son enveloppe charnelle fut une nouvelle fois ramenée à la vie.
Lors de l'évasion massive de la prison du Raft, le criminel fit partie des fugitifs. Il fut peu de temps après engagé par le Caméléon au sein de son équipe des Exterminateurs, pour se venger de Spider-Man qui venait de dévoiler publiquement son identité secrète.

### Dark Reign
Lors de l'histoire Dark Reign, on revit l'Épouvantail participer au syndicat criminel de Hood.

## Pouvoirs et capacités
Ebenezer Laughton est un athlète et un acrobate très agile. C'est un contorsionniste expérimenté, capable de se glisser dans des interstices d'à peine 30 cm et de s'échapper de liens de cordes, chaînes ou d'une cellule.
L’Épouvantail possède de solides connaissances en domptage et a déjà utilisé des corbeaux, souvent une vingtaine. Par un simple geste ou son, il peut leur faire accomplir différentes tâches basiques, comme attaquer une proie ou ramasser de petits objets (des bijoux…).
- À l’origine, l’Épouvantail ne possédait aucun super-pouvoir particulier. Mais, après un traitement opéré par la Firme, il est devenu capable d’émettre des phéromones affectant les glandes surrénales de n’importe quel individu, sur une portée d'environ 6 mètres autour de lui, ce qui provoque chez eux une véritable crise de panique[1].
- Cette même phéromone a agi également sur le métabolisme de Laughton, notamment ses glandes surrénales, lui octroyant une force, une agilité et une résistance surhumaines ; elle lui permet aussi de soigner n’importe quelle blessure reçue en absorbant la peur des autres[1].
- Pendant un certain temps, il ne fut plus qu’un esprit désincarné, devenant à cette occasion capable de posséder les cadavres et de ramener les morts à la vie[1].

L’Épouvantail est habituellement vu combattre au corps à corps avec une fourche, arme avec laquelle il essaie souvent d’éventrer ses victimes.

## Apparitions dans d’autres médias
- L’Épouvantail apparaît dans le jeu vidéo Ghost Rider (2007).
- Il a été représenté sous la forme d'une figurine Hasbro.